# Cuba (New Mexico)
Cuba ist ein Village im Sandoval County im US-Bundesstaat New Mexico in den Vereinigten Staaten mit 590 Einwohnern (Stand: 2000).

## Geografie
Der Ort liegt am Jemez Mountain Trail, der durch den Ort führt, im Norden des Countys im mittleren Nordwesten von New Mexico und hat eine Gesamtfläche von 3,3 km² ohne nennenswerte Wasserfläche.

## Demografische Daten
Nach der Volkszählung im Jahr 2000 lebten hier 590 Menschen in 222 Haushalten und 152 Familien. Die Bevölkerungsdichte betrug 179,7 Einwohner pro km². Ethnisch betrachtet setzte sich die Bevölkerung zusammen aus 44,07 % weißer Bevölkerung, 0,17 % Afroamerikanern, 26,78 % amerikanischen Ureinwohnern, 0,68 % Asiaten und anderen Gruppen.
Von den 222 Haushalten hatten 38,30 % Kinder und Jugendliche unter 18 Jahre, die bei ihnen lebten. 43,70 % waren verheiratete, zusammenlebende Paare, 18,90 % waren allein erziehende Mütter und 31,10 % waren keine Familien, 29,30 % bestanden aus Singlehaushalten und in 8,10 % lebten Menschen im Alter von 65 Jahren oder darüber. Die Durchschnittshaushaltsgröße betrug 2,66 und die durchschnittliche Familiengröße lag bei 3,24 Personen.
Auf den gesamten Ort bezogen setzte sich die Bevölkerung zusammen aus 33,20 % Einwohnern unter 18 Jahren, 7,80 % zwischen 18 und 24 Jahren, 23,90 % zwischen 25 und 44 Jahren, 21,90 % zwischen 45 und 64 Jahren und 13,20 % waren 65 Jahre alt oder darüber. Das Durchschnittsalter betrug 32 Jahre. Auf 100 weibliche Personen kamen 99,3 männliche Personen. Auf 100 Frauen im Alter von 18 Jahren oder darüber kamen statistisch 95 Männer.
Das jährliche Durchschnittseinkommen eines Haushalts betrug 21.538 USD, das Durchschnittseinkommen der Familien betrug 26.250 USD. Männer hatten ein Durchschnittseinkommen von 26.667 USD, Frauen 17.000 USD. Das Prokopfeinkommen betrug 11.192 USD. 36,50 % der Familien und 41,30 % der Bevölkerung lebten unterhalb der Armutsgrenze.